# Langlois (architectes)
Pour les articles homonymes, voir Langlois, Jean Langlois et Michel Langlois (homonymie).
Jean et Michel Langlois, architectes français du XVIIe siècle, font partie d'une famille d'architectes français, originaire du comté de Laval.

## Origine et famille
Dans la première moitié du XVIIe siècle, les deux frères Jean Langlois, sieur de Villeneuve, et Michel Langlois, exercent à Laval la profession d'architecte. Ils sont fils de Michel Langlois, maître-boulanger, et de Jeanne Geslot. Leur famille était alliée à la famille d'architectes Bellier-Martinet; peut-être avaient-ils reçu ses leçons. Il est aussi possible qu'ils aient des liens familiaux avec Simon Hayneufve. Les Langlois sont aussi affiliés au navigateur François Pyrard.
En 1645, Michel Langlois épouse Madeleine Bodin, originaire de Sablé-sur-Sarthe. On constate la présence des Langlois aux environs de Sablé, et les marbres noirs fournis par les carrières des bords de la Sarthe sont souvent employés par eux dans l'ornementation de leurs retables lavallois.

## Jean et Michel Langlois

### Commerce et architecture
Les deux frères architectes sont presque constamment associés pour les travaux de leur métier. Leur frère François qui se livre surtout au commerce des grains, leur rend service de façon occasionnelle : il met à profit ses voyages et ses relations pour leur acheter le tuffeau dont ils ont besoin.
On ne connait rien des travaux de Jean et Michel Langlois de 1629 à 1645. Jean Langlois est architecte en 1629. Au mois de novembre 1645, les Langlois signent avec Antoine Charpentier un marché pour livrer 3 statues au Lion-d'Angers au mois de février 1646. Il est possible que ces statues devaient orner le retable lavallois de Martigné-Ferchaud réalisé par les Langlois en 1646.

### Rixes
Un soir de la Fête-Dieu 1645, au bout du faubourg Saint-Martin de Laval, une rixe a lieu entre Jean, Michel Langlois et Olivier Martinet d'un côté et les architectes François et Pierre Vignier de l'autre mais la plainte est retirée, et on se réconcilie. Une autre fois, en 1666, François Langlois est accusé d'avoir blessé dans une querelle Jacques Chevreul, maître serrurier.

### Comté de Laval, Vitré
En 1647, Jean Langlois travaille sur le retable de Saint-Cyr-le-Gravelais, pendant que son frère Michel travaille lui sur celui de Coësmes. Olivier Martinet participe la même année à l'adjudication du maître-autel de l'Église Saint-Martin de Vitré qu'il remporte contre les Langlois, et le marbrier Julien Lecomte Il ne respecte cependant pas les délais prévus et achève la réalisation en 1649.
En 1648, ils sont à Andouillé pour des travaux. On ne peut pas affirmer formellement qu'il s'agissait d'un retable.
En 1649, les Langlois construisent à Montjean un retable, dont la première pierre est posée le 17 janvier 1649. Ils construisent dans l'église de Martigné trois autels. Les Langlois sont aussi à l'origine d'un retable dans l'abbaye de Clermont. Il réalise aussi le retable de Simplé en 1651.

### Laval

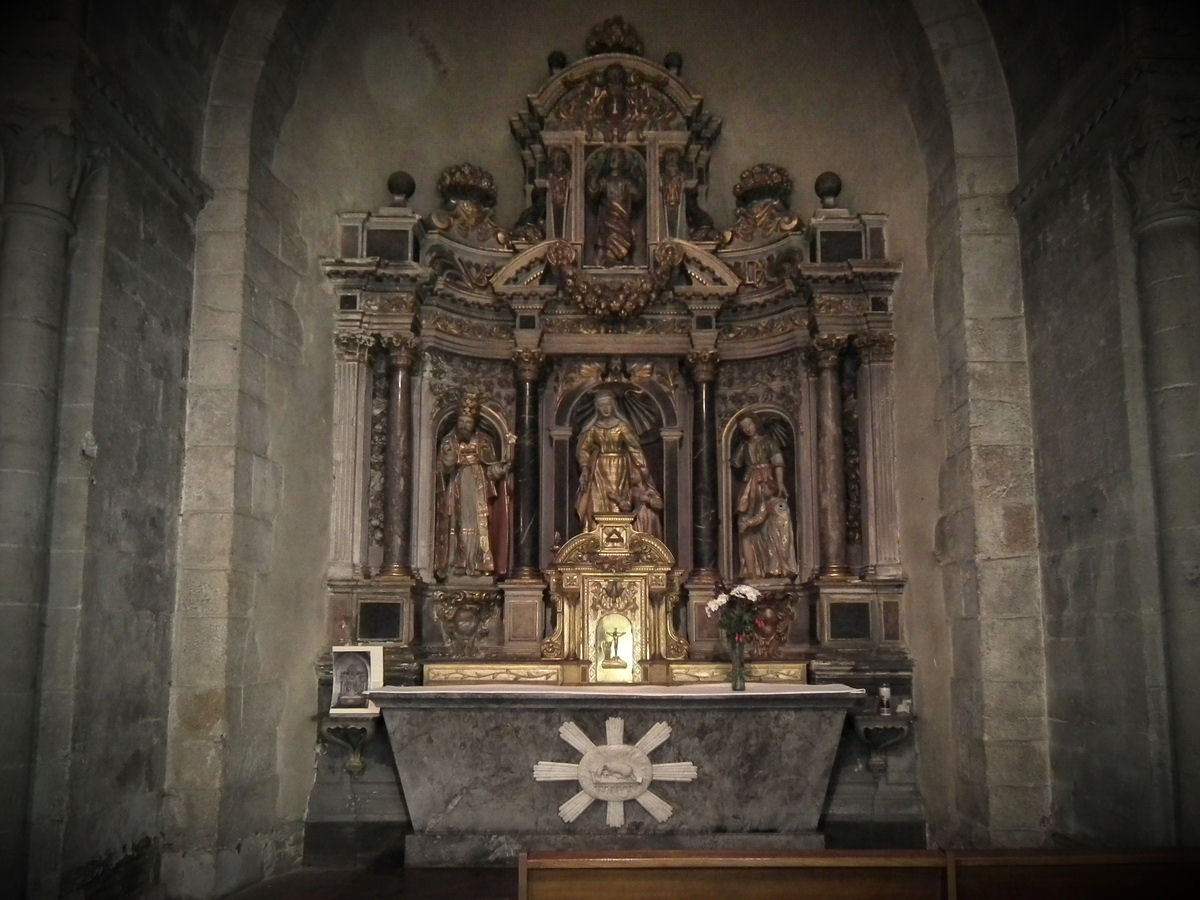
Le retable baroque d'Avesnières.

En 1652, ils sont de nouveau à Coësmes où ils construisent le maître-autel. Ils ne sont peut être pas étrangers à l'édification de la maison de Beauregard, à Laval, que fait élever en 1651 René Charlot. Ils réalisent aussi en 1653 le retable latéral de Louvigné-de-Bais.
En 1653, les Cordeliers de Laval ont reçu des exécuteurs testamentaires du marchand François Chapelle une somme de 1.000 livres pour la construction d'un autel à la gloire de Dieu et de sainte Marie-Madeleine. Les religieux s'adressent à Michel Langlois qui se charge de l'exécution de ce travail; l'autel est terminé l'année suivante. Jacques Salbert attribue aussi aux Langlois l'autel de Saint-Anne à l'église d'Avesnières.

### Fontaine-Daniel, Perray-Neuf
Le 6 janvier 1655, une convention est rédigée entre les frères Jean et Michel Langlois : ils s'associent « moitié perte ou moitié profit, » pour la construction d'un autel en l'église de Fontaine-Daniel, et du grand autel de l'Abbaye du Perray-Neuf, et aussi pour l'achat de deux milliers de tuffeaux.

### Vion, Souvigné
En 1656, Jean Langlois mène la construction du maître-autel de Moulins, pendant que Michel Langlois procède à des travaux de construction et bastiments à Vion. Il s'agissait de la construction du maître-autel, au cours de laquelle les Langlois participent à une rixe qui les mènent devant le juge de Sablé.
Un règlement, daté du 24 mai 1657, indique que les deux frères viennent d'achever des travaux à l'église de Vion, près de Sablé, et qu'ils continuent l'autel de l'église de Souvigné. Michel s'occupe aussi du retable de l'église Saint-Jean-Baptiste de La Chapelle-d'Aligné.

### Saint-Berthevin, Laval
Dans le cours de cette même année 1657, on trouve les deux frères construisant un retable en l'église de Saint-Berthevin. Le Registre paroissial indique qu'il est question de l'Autel de mme Sainte-Anne et de M. Saint-Joseph qui a esté faict et construit en cette église de Saint-Berthevin, mais la fin du texte semble en contradiction avec le début : et ont lesdits autels esté faicts par Jean et Michel Langlois maistres architectes. Il est difficile de savoir si le retable a été conçu ainsi ou s'il est le fruit d'une recomposition au XIXe siècle. Le corps supérieur est daté du 1er mars 1657.

### Dompierre, Moulins
Quelques mois auparavant, le 4 février 1657, Jean Langlois passe avec Michel Rochereau, marbrier, un acte par lequel celui-ci s'engageait à lui fournir à Laval 16 colonnes de quatre pieds de haut « suivant l'ordre de Corinthe »., ces quatre dernières destinées à l'autel de l'église de Dompierre-du-Chemin. Le retable de Dompierre-du-Chemin est effectué en 1657 avec un tableau d'autel de format carré qui représente une Trinité. L'attribution aux Langlois pour Jacques Salbert de l'autel sud de Coësmes est erronée.
À la date du 2 février 1659, les registres paroissiaux de Moulins, auprès de Vitré, mentionnent l'achat d'un autel à Jean Langlois, « architecte natif de Laval».

### Mort de Jean Langlois
Jean Langlois meurt peu de temps après la livraison de cet autel. Le 18 juin 1659, une convention intervient entre Michel son frère, et sa belle-sœur, Marie Frin, et François Langlois, architecte, son neveu. Ils tiennent Michel Langlois quitte pour  les ouvrages et bastiments faits par ledit défunt Langlois et ledit Michel en société, sçavoir ceux faits en l'église de Cossé, Moulins et Possé en Bretaigne par ledit défunt Villeneufve et ceux de la Chapelle-d'Aligné et Souvigné par leditMichel Langlois. . Le retable de Pocé-les-Bois a été par la suite transporté à la chapelle du Château du Bois-Bide.

### Neau

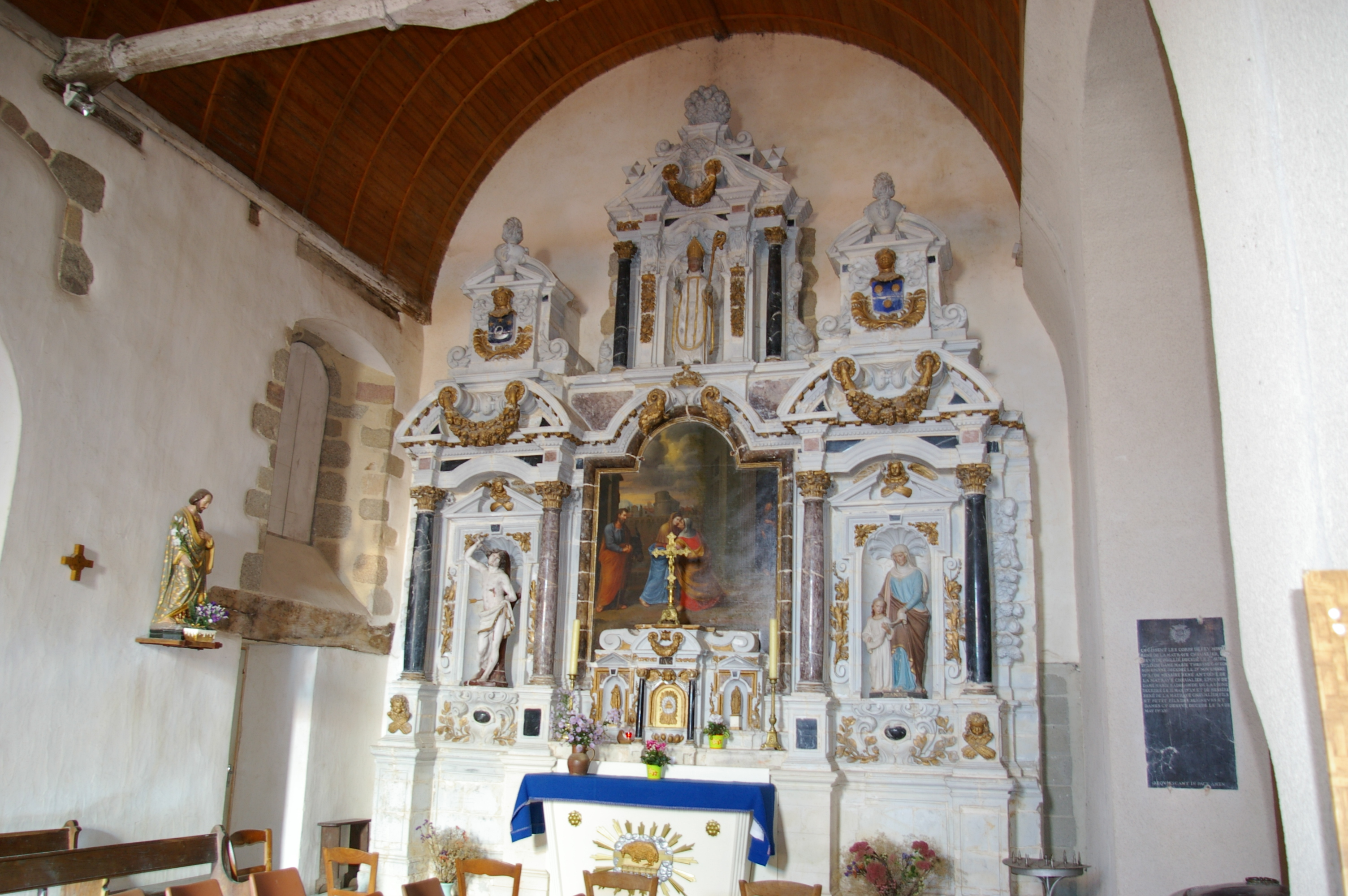
Retable de l'église de Neau

Le 2 novembre 1659, Michel Langlois s'engage envers Jacques Marest, sieur des Abattans, prieur de Saint-Vigor, Neau et Brée à faire pour l'église Saint-Vigor de Neau un autel qui contiendra toute l'étendue et espace de largeur de ladite église. Ce retable est très proche de la structure du maître-autel de Drouges, et permet d'attribuer ce dernier aux Langlois.
Le retable du maître-autel de l'église de Drouges est une œuvre de Michel Langlois.
Michel Langlois a alors auprès de lui, comme élève, son neveu François Langlois que Marie Frin, veuve de François Langlois, sieur de la Butte, lui avait alloué en apprentissage le 7 juillet 1659. Michel Langlois était mort en 1662. Pour Jacques Salbert, François Langlois se contente le plus souvent de reproduire ou d'adapter les modèles de retables de La Chapelle-d'Aligné et de Neau.